# Диэтиленгликоль
Диэтиленгликоль, двуэтиленовый спирт (дигликоль), ДЭГ — химическое соединение, представитель двухатомных спиртов.

## Физические свойства
Диэтиленгликоль является прозрачной вязкой жидкостью. Гигроскопичен, обладает сладковатым вкусом. Растворим в воде, низших спиртах, ацетоне, анилине, феноле и хлороформе. Ограниченно растворим в бензоле, диэтиловом эфире и четырёххлористом углероде. Плохо растворим в минеральных и растительных маслах.

## Химические свойства
Наличие в молекуле диэтиленгликоля двух спиртовых групп приводит к образованию внутри- и межмолекулярных водородных связей — с другими веществами, содержащими электроотрицательный атом (вода, амины).
Может быть использован в качестве топлива для портативных горелок. Горит пламенем, практически не имеющим цвета, при этом выделяется большое количество теплоты — 2376,39 кДж/моль:
{\displaystyle {\mathsf {C_{4}H_{10}O_{3}+5O_{2}\rightarrow 4CO_{2}+5H_{2}O}}}
Диэтиленгликоль склонен к автоокислению. Автоокисление значительно ускоряется при наличии примесей пероксидных соединений (пероксиды, гидропероксиды) и замедляется при добавлении ингибиторов (хиноны, гидрохиноны). Окисляясь, диэтиленгликоль приобретает желтоватую окраску.
Диэтиленгликоль проявляет свойства как гликолей, так и простых эфиров. С карбоновыми кислотами, их ангидридами и хлорангидридами образует сложные моно- и диэфиры, с альдегидами и кетонами в присутствии катализатора — фосфорной кислоты — соответствующие циклические ацетали.
Дегидрирование диэтиленгликоля на катализаторе (медь, цинк-медь-хром) приводит к 1,4-диоксан-2-ону. Дегидрирование на щелочных катализаторах даёт 1,4-диоксан. При оксиэтилировании при 150‒200оС в присутствии щелочных катализаторов образуется полиэтиленгликоль.
Реагирует с фосгеном, образующиеся продукты являются очень реакционноспособными. Для бис-хлоруглекислого эфира дигликоля возможна реакция с аллиловым спиртом в присутствии щелочи.

#### Физиологическое значение
Диэтиленгликоль относится к умеренно-опасным веществам (Класс опасности 3). При попадании в организм вызывает общетоксическое действие, в первую очередь поражает почки и печень. ПДК диэтиленгликоля в воздухе рабочей зоны составляет 10 мг/м3. Однако его ингаляционное воздействие невелико из-за низкой упругости паров.

#### Производные
Диглим (диметиловый эфир дигликоля) — является хорошим растворителем, устойчивым к основаниям

## Получение
Промышленный синтез диэтиленгликоля основан на следующих процессах - оксиэтилирование этиленгликоля
{\displaystyle {\ce {(CH2CH2)2O + H2O -> HOCH2CH2OH}}}
{\displaystyle {\ce {HOCH2CH2OH + (CH2CH2)2O -> HOCH2CH2OCH2CH2OH}}}
Синтез этиленгликоля из этиленоксида:
{\displaystyle {\ce {2(CH2CH2)2O + H2O -> HOCH2CH2OCH2CH2OH}}}

## Применение
Диэтиленгликоль является сырьём в промышленном получении сложных эфиров, полиуретанов, олигоэфиракрилатов. Он служит пластификатором, эффективным экстрагентом ароматических веществ в процессах риформинга. Диэтиленгликоль используется как осушитель газов, в качестве основного компонента антифризов, гидравлических и гидротормозных жидкостей, как растворитель нитратов целлюлозы и полиэфирных смол.